# Traité de Paris (1918)
Pour les articles homonymes, voir Traité de Paris et Traité franco-monégasque.
Le traité de Paris (1918), officiellement « traité d'amitié protectrice », est un traité franco-monégasque signé à Paris le 17 juillet 1918 entre Stephen Pichon, ministre français des Affaires étrangères, et le comte Balny d'Avricourt, représentant du prince souverain Albert Ier de Monaco. Il modifie les conditions du traité franco-monégasque de 1861, régissant les relations de protectorat entre la République française et la Principauté. Il sera à nouveau modifié par un traité signé en 2002, qui régit aujourd'hui ces relations.

## Contexte
Les rapports entre les deux États sont alors assombris par une crise de succession (en), alors qu'approche la fin de la Première Guerre mondiale. Louis, héritier du trône monégasque, n'a ni enfant légitime ni projet matrimonial. Le suivant dans l'ordre de succession au trône de Monaco est son cousin Guillaume II de Wurtemberg-Urach, et la possibilité qu'un prince allemand accède au trône est inacceptable pour les Français.

## Clauses du traité
Outre l'intervention de la France dans les règles de succession dynastique, l’article 2 du traité de 1918 (qui en comporte 7) stipule que « les mesures concernant les relations internationales devront toujours faire l’objet d’une entente préalable entre le gouvernement princier et le gouvernement français », confirmant la mainmise française sur les relations étrangères de la Principauté.
Le texte est un traité secret dont l'existence ne sera révélée que lors de la conférence de paix de Paris (1919). Il est entériné par l’article 436 du traité de Versailles signé le 28 juin 1919 :
« ART. 436 - Les Hautes Parties Contractantes reconnaissent avoir pris connaissance et donner acte du Traité signé par le Gouvernement de la République française le 17 juillet 1918 avec S. A. S. le Prince de Monaco, et définissant les rapports de la France et de la Principauté. »
La crise dynastique est résolue en 1919 lorsque le futur Louis II adopte sa fille naturelle, Charlotte de Monaco.